# Prays peregrina
Prays peregrina is een vlinder uit de familie Praydidae. De wetenschappelijke naam is voor het eerst geldig gepubliceerd in 2007 door Agassiz.
De soort komt voor in Europa.